# Gúdar
Gúdar é um município da Espanha na província de Teruel, comunidade autónoma de Aragão. Tem 60,77 km² de área e em 2021 tinha 79 habitantes (densidade: 1,3 hab./km²).
É uma das povoações mais altas de Espanha, Gúdar fica próxima de Valdelinares, coroada pela Peña de la Magdalena, com a sua ermida no alto, como um espectacular miradouro para o vale de Alfambra e a serra das Moratillas.

## Demografia
| Variação demográfica do município entre 1991 e 2004 | Variação demográfica do município entre 1991 e 2004 | Variação demográfica do município entre 1991 e 2004 | Variação demográfica do município entre 1991 e 2004 |
| --------------------------------------------------- | --------------------------------------------------- | --------------------------------------------------- | --------------------------------------------------- |
| 1991                                                | 1996                                                | 2001                                                | 2004                                                |
| 89                                                  | 83                                                  | 75                                                  | 80                                                  |